# Шинерпосинское сельское поселение
Шинерпо́синское се́льское поселе́ние (чув. Шĕнерпуç ял тăрăхĕ) — муниципальное образование в составе Чебоксарского района Чувашской Республики. Административный центр — деревня Новые Тренькасы.
Общая площадь поселения составляет 2168 га.

## Населённые пункты
В состав Шинерпосинского сельского поселения входят 17 населённых пунктов: Новые Тренькасы, Тренькасы, Хыркасы, Челкасы, Типнеры, Сарадакасы, Большой Чигирь, Сирмапоси, Коснары, Шинерпоси, Малые Коснары, Мерешпоси, Малое Князь-Теняково, Кивсерткасы, Авдан-Сирмы, Большое Князь-Теняково, Миснеры.

## Население
| 2010  | 2012  | 2013  | 2014  | 2015  | 2016  | 2017  |
| ----- | ----- | ----- | ----- | ----- | ----- | ----- |
| 4075  | ↗4111 | ↗4135 | ↗4149 | ↘4122 | ↘4039 | ↘4003 |
| 2018  | 2019  | 2020  | 2021  |       |       |       |
| ↘3970 | ↘3903 | ↗3904 | →3904 |       |       |       |

## Инфраструктура
Природный газ, электричество и водопровод есть во всех населённых пунктах поселения.
На территории поселения работают следующие социально-культурные учреждения: дом ветеранов, 6 сельских клубов, 2 сельские библиотеки, 2 модельные библиотеки, средняя общеобразовательная школа, отделение связи, филиал отделения Сбербанка, ветеринарный участок, офис врача общей практики, 4 фельдшерско-акушерских пункта, детский сад, аптечный пункт, 5 магазинов Кугесьского РайПО, 9 частных магазинов, бар-бильярдная.